# بلیندا کارلایل

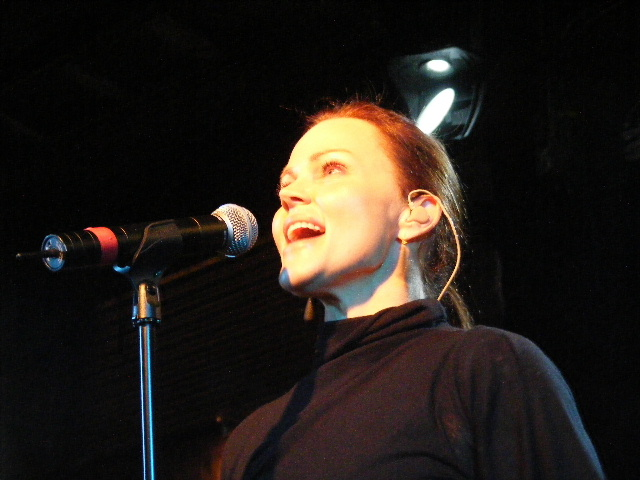

بلیندا کارلایل (به انگلیسی: Belinda Carlisle) زادهٔ ۱۷ آگوست ۱۹۵۸، خواننده آمریکایی است. وی نامزد جایزه گرمی نیز شده‌است.

## آلبوم‌ها
- Belinda (۱۹۸۶)
- Heaven on Earth (۱۹۸۷)
- Runaway Horses (۱۹۸۹)
- Live Your Life Be Free (۱۹۹۱)
- Real (۱۹۹۳)
- A Woman and a Man (۱۹۹۶)
- Voilà (۲۰۰۷)